# توشيهارو ساكوراي
توشيهارو ساكوراي (桜井 敏治 ساكوراي توشيهارو) هو مؤدي أصوات ياباني ولد في 3 يوليو 1964 في طوكيو في اليابان ويعمل لدى 81 بروديوس. معروف بأدائه الصوتي لشخصية شاغي روجرز في الدبلجة اليابانية لسلسلة سكوبي دو.

## وصلات خارجية
- توشيهارو ساكوراي  في شبكة أخبار الأنمي (بالإنجليزية)
- توشيهارو ساكوراي على موقع IMDb (الإنجليزية)
- توشيهارو ساكوراي على موقع ميوزك برينز (الإنجليزية)
- توشيهارو ساكوراي على موقع قاعدة بيانات الفيلم (الإنجليزية)
- توشيهارو ساكوراي على موقع ANN person (الإنجليزية)

 (بالإنجليزية)